# Bdellouridae
Bdellouridae là một họ giun dẹp.

## Taxonomy
Các chi:
- Họ Bdellouridae
  - Phân họ Bdellourinae
    - Nerpa
    - Pentacoelum
    - Syncoelidium
    - Bdelloura

  - Phân họ Palombiellinae
    - Palombiella
    - Miava
    - Oahuhawaiiana
    - Synsiphonium